# John Williams (jinete)
John Williams (Middleburg, 4 de abril de 1965) es un jinete estadounidense que compitió en la modalidad de concurso completo.
Participó en los Juegos Olímpicos de Atenas 2004, obteniendo una medalla de bronce en la prueba por equipos (junto con Kimberly Severson, Darren Chiacchia, Amy Tryon y Julie Richards). Ganó una medalla de oro en el Campeonato Mundial de Concurso Completo de 2002.

## Palmarés internacional
| Juegos Olímpicos   | Juegos Olímpicos              | Juegos Olímpicos  | Juegos Olímpicos |
| Año                | Lugar                         | Medalla           | Categoría        |
| ------------------ | ----------------------------- | ----------------- | ---------------- |
| 2004               | Atenas (Grecia)               | Medalla de bronce | Por equipos      |
| Campeonato Mundial |                               |                   |                  |
| Año                | Lugar                         | Medalla           | Categoría        |
| 2002               | Jerez de la Frontera (España) | Medalla de oro    | Por equipos      |